# Joan Serra
Joan Serra Llobet (8 de julho de 1927 - 24 de janeiro de 2015) foi um jogador espanhol de pólo aquático que competiu nos Jogos Olímpicos de Verão de 1948. Ele nasceu em Sabadell, Catalunha.
Ele fez parte da equipa espanhola que terminou em oitavo lugar no torneio de 1948. Ele jogou todas as sete partidas como guarda-redes. Em 1951 conquistou a medalha de ouro nos Jogos do Mediterrâneo. Ele morreu em Sabadell no dia 24 de janeiro de 2015, com 87 anos.